# Lannea ambacensis
Lannea ambacensis är en sumakväxtart som först beskrevs av William Philip Hiern, och fick sitt nu gällande namn av Adolf Engler. Lannea ambacensis ingår i släktet Lannea och familjen sumakväxter. Inga underarter finns listade i Catalogue of Life.